# Jean Monnet (spoorwegen)

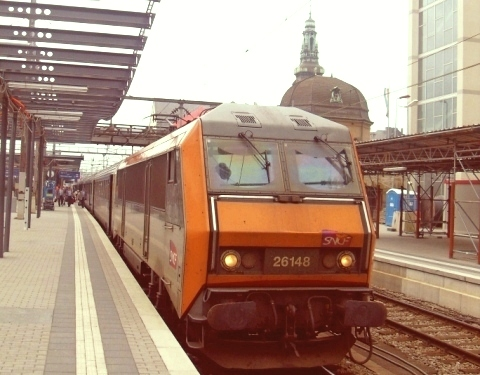
De EC 296 met bestemming Brussel in het station van Luxemburg

De Jean Monnet was een Europese internationale trein voor de verbinding Brussel - Bazel. De trein was vernoemd naar Jean Monnet, een Frans politicus die een belangrijke rol speelde bij de totstandkoming van de Europese unie en verbindt de Europese instellingen in Brussel, Luxemburg en Straatsburg. Deze trein reed voor het laatst op 10 december 2011.

## EuroCity
De Jean Monnet werd op 30 mei 1999 met de nummers EC 295 (Brussel - Straatsburg) en EC 296 (Straatsburg - Brussel) in het EuroCity-net opgenomen.

### Rollend materieel
De trein was tot 12 december 2004 samengesteld uit Belgische I6-rijtuigen. Sinds de verlenging tot Basel werd gereden met Zwitserse EC90-rijtuigen.

### Route en dienstregeling
De trein volgde een deel van de route van de voormalige TEE Edelweiss echter met meer tussenstops.
| EC 296 | land      | station              | km  | EC 295 |
| ------ | --------- | -------------------- | --- | ------ |
| 09:54  | Frankrijk | Strasbourg-Ville     | 393 | 21:16  |
| 11:17  | Frankrijk | Metz Ville           | 552 | 19:48  |
| 11:37  | Frankrijk | Thionville           | 582 | 19:28  |
| 12:00  | Luxemburg | Luxembourg           | 615 | 18:50  |
| 12:25  | België    | Arlon                | 642 | 18:31  |
| 13:43  | België    | Namur                | 780 | 17:08  |
| 14:17  | België    | Brussel Leopoldswijk | 835 | 16:29  |
| 14:27  | België    | Brussel Noord        | 842 | 16:17  |
| 14:34  | België    | Brussel Zuid         | 848 | 16:09  |

In België waren voor de trein richting Brussel extra opstappunten gerealiseerd in Ottignies, Gembloux, Ciney, Marloie, Jemelle, Libramont en Marbehan. Op 12 december 2004 is het traject in zuidelijke richting verlengd tot Bâle SNCF, waarbij ten zuiden van Straatsburg gestopt werd in Selestat, Colmar, Mulhouse Ville en St. Louis (Haut Rhin). Tussen Metz en Straatsburg was Saverne als stop toegevoegd. Door de grote hoeveelheid extrastops in België en het ontbreken van een echt restauratierijtuig stond de EuroCity status van deze trein ter discussie.